# Minh Sơn, Hữu Lũng
Minh Sơn là một xã thuộc huyện Hữu Lũng, tỉnh Lạng Sơn, Việt Nam.
Xã Minh Sơn có diện tích 34,71 km², dân số năm 1999 là 7.831 người, mật độ dân số đạt 226 người/km².
Theo thống kê năm 2019, xã Minh Sơn có diện tích 34,71 km², dân số là 8.985 người, mật độ dân số đạt 259 người/km².